# Обходский сельсовет
Обходский сельсовет — сельское поселение в Уренском районе Нижегородской области.
Административный центр — посёлок Обход.

## История
Статус и границы сельского поселения установлены Законом Нижегородской области от 15 июня 2004 года № 60-З «О наделении муниципальных образований — городов, рабочих посёлков и сельсоветов Нижегородской области статусом городского, сельского поселения».

## Население
| 2002 | 2010 | 2012 | 2013 | 2014 | 2015 | 2016 |
| ---- | ---- | ---- | ---- | ---- | ---- | ---- |
| 681  | ↘569 | ↘566 | ↘536 | ↘526 | ↘506 | ↘497 |
| 2017 | 2018 | 2019 | 2020 |      |      |      |
| ↘492 | ↘488 | ↘486 | ↘468 |      |      |      |

## Состав сельского поселения
| № | Населённый пункт | Тип населённого пункта          | Население |
| - | ---------------- | ------------------------------- | --------- |
| 1 | Красный Октябрь  | деревня                         | ↘12       |
| 2 | Малое Песочное   | деревня                         | ↘0        |
| 3 | Мальково         | деревня                         | ↘29       |
| 4 | Обход            | посёлок, административный центр | ↘462      |
| 5 | Пруды            | деревня                         | ↘9        |
| 6 | Савино           | деревня                         | ↗25       |
| 7 | Стафеево         | деревня                         | →0        |
| 8 | Широково         | деревня                         | ↘32       |